# Clopton Green
Clopton Green – przysiółek w Anglii, w Suffolk. Clopton Green jest wspomniana w Domesday Book (1086) jako Cleptuna/Cloptuna/Copletuna.